# Lista de cortes de Castela
Segue-se uma lista (em construção) das cortes realizadas no Reino de Castela.
| Ano          | Local              |
| ------------ | ------------------ |
| Afonso VIII  |                    |
| 1169         | Burgos             |
| 1188         | Carrión            |
| Fernando IV  |                    |
| 1297         | Cuellar            |
| 1298-99      | Valladolid         |
| Afonso XI    |                    |
| 1315         | Burgos             |
| 1329         | Madrid             |
| Pedro I      |                    |
| 1351         | Valladolid         |
| Henrique III |                    |
| 1391         | Madrid             |
| João II      |                    |
| 1408         | Guadalajara        |
| 1419         | Cortes de Castela  |
| Henrique IV  |                    |
| 1469         | Ocaña              |
| Isabel I     |                    |
| Joana I      |                    |
| 1505         | Toro               |
| 1512         | Burgos             |
| 1515         | Burgos             |
| 1517         | ?                  |
| 1518         | Valladolid         |
| 1534         | ?                  |
| 1544         | Valladolid         |
| 1548         | Valladolid         |
| 1552         | Madrid             |
| 1554         | Valladolid, Madrid |
| 1555         | Valladolid         |

Após a unificação da Espanha, a lista prossegue em lista de cortes de Espanha.